# هدایت‌انتقالی
هدایت‌انتقالی (برای هدایت انتقالی)، که به ندرت نیز هدایت متقابل خوانده می‌شود، ویژگی الکتریکی مربوط به جریان عبوری خروجی یک قطعه به ولتاژ در ورودی قطعه است. هدایت عکس مقاومت است.
ادمیتانس‌انتقالی (یا ادمیتانس انتقالی) معادل AC هدایت‌انتقالی است

## تعریف
هدایت‌انتقالی اغلب به عنوان هدایت، g m، با یک زیرنویس، m برای متقابل مشخص می‌شود. به شرح زیر تعریف شده‌است:
{\displaystyle g_{m}={\frac {\Delta I_{\text{out}}}{\Delta V_{\text{in}}}}}
برای جریان متناوب سیگنال کوچک، تعریف ساده‌تر است:
{\displaystyle g_{m}={\frac {i_{\text{out}}}{v_{\text{in}}}}}
واحد SI، زیمنس، با نماد S تعریف می‌شود و ۱ زیمنس = یک آمپر بر ولت است و واحد قدیمی هدایت mho (املا وارونه اهم)، نماد، ℧ با همان تعریف را می‌توان جایگزین کرد.

## مقاومت‌انتقالی
مقاومت‌انتقالی (برای مقاومت انتقالی)، که به ندرت از آن به عنوان مقاومت متقابل نیز یاد می‌شود، دوگان هدایت‌انتقالی است. به نسبت تغییر ولتاژ در دو نقطه خروجی و تغییر جریان از طریق دو نقطه ورودی اشاره دارد و به عنوان rm بیان می‌شود:
{\displaystyle r_{m}={\frac {\Delta V_{\text{out}}}{\Delta I_{\text{in}}}}}
واحد SI برای مقاومت‌انتقالی به سادگی اهم است.
امپدانس‌انتقالی (یا، امپدانس انتقالی) معادل AC مقاومت‌انتقالی دوگان انتقال است.

## تعریف در قطعات الکترونیکی

### لامپ‌های خلأ
برای لامپهای خلأ، هدایت‌انتقالی به عنوان تغییر جریان صفحه (آند) تقسیم شده بر تغییر متناظر در ولتاژ شبکه (کاتد)، با یک ولتاژ ثابت صفحه (آند) به کاتد تعریف می‌شود. معادله واندر بل رابطه آن‌ها را به شرح زیر تعریف می‌کند:
{\displaystyle g_{m}={\frac {\mu }{r_{p}}}}

### ترانزیستورهای اثر میدانی
به‌طور مشابه، در ترانزیستورهای اثر میدانی، و به ویژه ماسفتها، هدایت‌انتقالی هست تغییر در جریان درین تقسیم بر تغییر کوچک در ولتاژ گیت-سورس با ولتاژ درین-سورس ثابت.
با استفاده از مدل شیچمن-هاجز، هدایت‌انتقالی برای ماسفت می‌تواند به صورت زیر بیان شود (مقاله ماسفت را ببینید):
{\displaystyle g_{m}={\frac {2I_{D}}{V_{\text{OV}}}}}
در اینجا ID جریان DC درین در نقطه بایاس است، و VOV ولتاژ اوردرایو است، که اختلاف ولتاژ بین نقطه بایاسِ گیت-سورس و ولتاژ آستانه (یعنی V OV ≡ V GS -Vth) است.
علاوه بر این، هدایت‌انتقالی برای فت پیوندی توسط معادله{\displaystyle g_{m}={\frac {2I{DSS}}{\left|{V_{P}}\right|}}\left({1-{\frac {V{GS}}{VP}}}\right)} داده شده‌است؛ که VP ولتاژ گرفتگی و IDSS حداکثر جریان درین است.
به‌طور سنتی، انتقال قدرت برای فت و ماسفت همان‌طور که در معادلات فوق آورده شده‌است از معادله انتقال هر قطعه و با استفاده از حساب بدست می‌آید. با این حال، کارترایت نشان داده‌است که این کار بدون محاسبه قابل انجام است.

### ترانزیستورهای دوقطبی
gm سیگنال کوچک ترانزیستورهای دوقطبی بسیار متفاوت، متناسب با جریان کلکتور است. تغییر ولتاژ ورودی اعمال‌شده بین بیس-امیتر است و خروجی تغییر در جریان کلکتور بین کلکتور-امیتر با ولتاژ کلکتور-امیتر ثابت است. دامنه معمول آن از ۱ تا ۴۰۰ میلی زیمنس است.
هدایت‌انتقالی برای ترانزیستور دوقطبی را می‌توان به صورت بیان کرد
{\displaystyle g_{m}={\frac {I_{C}}{V_{T}}}}
در اینجا IC جریان کلکتور در نقطه Q و V T ولتاژ حرارتی است، به‌طور معمول در دمای اتاق ۲۶ میلی ولت است. برای یک جریان معمولی ۱۰ میلی‌آمپر، gm ≈ 385 mS. امپدانس ورودی بهره جریان (β) تقسیم بر هدایت‌انتقالی است.